# 杰伦扎戈
杰伦扎戈（義大利語：Gerenzago），是意大利帕维亚省的一个市镇。总面积5平方公里，人口1352人，人口密度270.4人/平方公里（2009年）。国家统计（ISTAT）代码为018071。